# All That
All That est une émission de divertissement à sketch américaine en 175 épisodes de 22 minutes créée par Brian Robbins et Michael Tollin, produite par les sociétés Tollin/Robbins Productions (en) (saison 1 à 8) et Schneider's Bakery, et diffusée depuis le 16 avril 1994 sur Nickelodeon. L'émission a aussi des invités musicaux.
L'émission présente des croquis comiques originaux et des invités musicaux hebdomadaires destinés à un public plus jeune. Les sketches de l'émission parodient la culture contemporaine et sont interprétés par un casting important et varié de jeunes acteurs enfants et adolescents. Les premiers épisodes ont été enregistrés aux Studios Nickelodeon à Universal Orlando Resort, mais ont ensuite déménagé à Hollywood au théâtre Nickelodeon on Sunset (ancien théâtre Earl Carrol), où d'autres séries de Nickelodeon tels que The Amanda Show, Kenan et Kel, et Drake et Josh étaient filmées.
En 2000, après six saisons, l'émission a été mis en pause pour être rééquipé et a été relancé au début de 2002 avec une toute nouvelle distribution. Quatre autres saisons ont été produites avant que l'émission a été finalement annulé. Le 23 avril 2005, Nickelodeon a célébré le 10e anniversaire de TOUT cela. Les membres de la distribution spéciale ont réuni à la fois les ères originales et relancées du programme et plusieurs autres vedettes invitées spéciales dans un événement d'une heure.
Bien que le court métrage ait reçu des critiques mitigées, l'émission a été acclamé par la critique au cours de ses 5 ou 6 premières saisons pour son casting varié et son impact sur la télévision pour enfants,. Elle a produit plusieurs membres de la distribution dans leur propre série télévisée de Nickelodeon avec différents niveaux de succès. Elle a été commercialisée d'autres façons, y compris un enregistrement audio, des livres, un long métrage, une tournée de festivals et de nombreuses réunions et spéciaux célébrant l'héritage de All That.
En Belgique, cette série sera diffusée à partir du 16 mars 2020 sur Nickelodeon Wallonie, en France, la série est diffusée à partir du 22 mars 2020 sur Nickelodeon (France).

## Histoire de l'émission

### De 1994 à 2000: l'origine du programme
Après le tournage, l'émission est mis en écart pendant plusieurs mois, le court métrage n'ayant pas obtenu de bons résultats d'audiences,. Nickelodeon a testé l'émission avec des groupes de débat composés d'enfants, garçons et filles, dans différents d'âges. Les résultats ont montré que les jeunes téléspectateurs ne voudraient probablement pas voir ce nouveau programme de comédie pour la jeunesse,. Malgré la réponse négative, Geraldine Laybourne (la présidente de Nickelodeon à l'époque) a décidé de diffuser l'émission pour une première saison complète.
Le concept de base qu'ils ont créé était de produire une émission d'une demi-heure qui comportait une ouverture à froid (qui comprenait la distribution participant à divers actes juvéniles dans une salle verte avant le début du programme), plusieurs sketches et de comédie musicale pour performer la fin de l'épisode (ce format resterait le même pour toutes les dix saisons),. L'agrafe principale, des saisons originales, était l'esquisse d'information essentielle qui a été décrite dans chaque épisode jusqu'au relancement en 2002.
Au cours de la première saison, Kevin Kopelow et Heath Seifert ont été recrutés comme producteurs et ont continué à travailler à ce titre pendant la troisième saison. L'équipe scénariste est avancé aux producteurs exécutifs / rédacteurs en chef pour les saisons 4 à 6. Les deux protagonistes ont poursuivi leur relation de travaille avec Kenan Thompson et Kel Mitchell par la coproduction et la rédaction en chef de la série Kenan & Kel, et ont finalement écrit le long métrage Good Burger (1997) avec Dan Schneider.
Après la fin de la deuxième saison en 1996, l'émission quitta les anciens studios de Nickelodeon à Universal Orlando Resort en Floride pour aller dans le Nickelodeon on Sunset (anciennement The Earl Carrol Theatre) à Hollywood où il continuait de tourner pour le reste du programme. Au cours des prochaines années, au fur et à mesure que l'émission gagnait en popularité, plusieurs départs et arrivés se sont produits : Amanda Bynes, Nick Cannon, Gabriel Iglesias et Danny Tamberelli, la star des Aventures de Pete & Pete, entre autres.
En 1997, la propriété Sunset Boulevard a été acquise et baptisée Nickelodeon on Sunset (anciennement The Earl Carrol Theatre). La production de l'émission resterait la même jusqu’à la fin de la dixième saison en 2005. La quatrième saison a commencé avec l’arrivée de Leon Frierson, Christy Knowings et Danny Tamberelli à la distribution. Christy Knowings et Danny Tamberelli étaient connus des producteurs de Nickelodeon ayant tous deux participé à d'autres projets télévisuel de la chaîne. Ce dernier a été découvert lors de l'enregistrement du pilote de la série Nickelodeon intitulé And Now This, mais faute d'audience elle n'a pas été repris. Il était la star d'une autre série Les aventures de Pete & Pete et l'invité du jeu télévisé de Nickelodeon Figure It Out, où il s'est lié d'amitié avec Kevin Kopelow. À la fin de la saison, Lori Beth Denberg et Dan Schneider ont quitté l'émission. Dan Schneider a d'abord quitté la série pour créer sa propre sitcom en prenant Amanda Bynes comme actrice principale. Leur court métrage débutant deviendra la série The Amanda Show.
Pour la cinquième saison, Christy Kopelow et Heath Seifert ont repris les responsabilités de Dan Schneider en tant que scénaristes principaux et coproducteurs exécutifs. Nick Cannon et Mark Saul ont été ajoutés au casting. Avant de rejoindre le casting, Nick Cannon, qui était adolescent à l'époque, avait travaillé comme animateur et scénariste pour l'émission.
Le 13 mars 1999, All That a célébré son "100e épisode", qui était pourtant très étoilé, bien qu'il s'agisse en réalité du 86e épisode à être diffusé. Le 100e épisode mettait en vedette plusieurs célébrités dont Melissa Joan Hart (Sabrina, l'apprentie sorcière et Clarissa Explains It All), Larisa Oleynik (Les Incroyables Pouvoirs d'Alex), Robert Ri'chard (Cousin Skeeter) et Britney Spears (dans une apparition en vidéo enregistrée, elle devait à l'origine se produire en personne mais a dû renoncer à cause d'une blessure au genou, Lauryn Hill a pris sa place) qui ont toutes fait une apparition dans l'émission et ainsi qu'Angelique Bates, Lori Beth Denberg, Katrina Johnson et Alisa Reyes.
Après ce 100ème épisode, l'émission a remporté le prix du Kids Choice Awards dont elle est nommée « émission de télévision préférée » le 1er mai 1999.
La cinquième saison s'est terminée avec les départs de Kel Mitchell et de Kenan Thompson. Le comédien Gabriel Iglesias a été embauché pour les remplacer la saison suivante.
La sixième saison abrégée a été suivie par une tournée estivale nationale intitulée All That Music and More Festival, animée par la distribution et animée par des invités musicaux. Kevin Kopelow, Heath Seifert et l’ensemble des acteurs ont quitté l'émission peu de temps après. En leur absence, Dan Schneider est revenu en tant que show runner.

### De 2002 à 2005: le relancement
En 2000, Nickelodeon a mis l'émission en pause pour être rééquipé. La production a commencé à tourner un an plus tard, après une vaste recherche de talents à l'échelle nationale pour les jeunes acteurs. Chelsea Brummet, Jack DeSena, Lisa Foiles, Bryan Hearne, Shane Lyons, Giovonnie Samuels et Kyle Sullivan ont finalement été pris pour la distribution,. Le premier épisode du «nouveau» All That mettait en vedette des invités spéciaux, Frankie Muniz et Aaron Carter, et a fait ses débuts le 19 janvier 2002.
La huitième saison a débuté avec l'ajout de Jamie Lynn Spears à la distribution et a marqué le début de l'émission que les membres de la distribution ont commencé à tenter d'ose sur le programme SNICK : Snick On-Air Dare. À l'occasion, On Air Dares avait des invités spéciaux des autres séries. En 2003, Nickelodeon a annoncé un concours intitulé R U All That ? : La recherche de Nickelodeon pour le plus drôle des enfants en Amérique. Après la fin de ce concours en 2003, les épisodes finales ont été diffusées le 26 juillet 2003. Le concours a sélectionné cinq finalistes et tous ont interprété un sketch avec certains membres de la distribution. Le gagnant était Christina Kirkman.
En 2005, Lisa Foiles a annoncé sur son Yahoo! Group, que l'émission avait été annulée. C'est le message posté sur le club de Lisa par Lisa Foiles elle-même (en date du 5 septembre 2005).
Depuis la deuxième annulation, il n'y a pas eu de projet de relancement. L'émission est actuellement diffusée en reprise, en particulier pendant le bloc de programmation The Splat sur TeenNick.

### Depuis 2019: le retour
À l'automne 2018, Brian Robbins, le cocréateur de l'émission, a été officiellement élu comme nouveau président de Nickelodeon. Maintenant responsable de l’unité de programmation de la société, il a exprimé dans une interview avec The Hollywood Reporter son intérêt pour relancer le programme All That.
La deuxième reprise de l'émission a été annoncée dans le cadre du catalogue de contenu de Nickelodeon pour l'année 2019 le 14 février 2019.
Le 14 mai 2019, il a été annoncé que l'émission serait diffusée en première le 15 juin 2019 avec Kel Mitchell et Kenan Thompson en tant que producteurs exécutifs, et que les membres de la distribution originale Lori Beth Denberg et Josh Server feraient leur apparition.
En 2017, Nickelodeon avait cessé toutes ses activités sur le terrain de Nickelodeon on Sunset et la propriété avait ensuite été vendue. La production de l'émission devrait avoir lieu aux studios Burbank (anciennement connus sous le nom de NBC Studios) en Californie. La nouvelle distribution a été officiellement révélée dans Today avec Hoda & Jenna le 29 mai 2019. Le casting comprenait Ryan Alessi, Reece Caddell, Kate Godfrey, Gabrielle Green, Nathan Janak, Lex Lumpkin et Chinguun Sergelen,.

## Distribution
| Acteurs / Actrices | Apparitions dans les saisons | Apparitions dans les saisons | Apparitions dans les saisons | Apparitions dans les saisons | Apparitions dans les saisons | Apparitions dans les saisons | Apparitions dans les saisons | Apparitions dans les saisons | Apparitions dans les saisons | Apparitions dans les saisons | Apparitions dans les saisons |
| Acteurs / Actrices | 1                            | 2                            | 3                            | 4                            | 5                            | 6                            | 7                            | 8                            | 9                            | 10                           | 11                           |
| ------------------ | ---------------------------- | ---------------------------- | ---------------------------- | ---------------------------- | ---------------------------- | ---------------------------- | ---------------------------- | ---------------------------- | ---------------------------- | ---------------------------- | ---------------------------- |
| Josh Server        | Principal                    | Principal                    | Principal                    | Principal                    | Principal                    | Principal                    |                              |                              |                              |                              |                              |
| Kenan Thompson     | Principal                    | Principal                    | Principal                    | Principal                    | Principal                    |                              |                              |                              |                              |                              |                              |
| Kel Mitchell       | Principal                    | Principal                    | Principal                    | Principal                    | Principal                    |                              |                              |                              |                              |                              |                              |
| Lori Beth Denberg  | Principale                   | Principale                   | Principale                   | Principale                   |                              |                              |                              |                              |                              |                              |                              |
| Katrina Johnson    | Principale                   | Principale                   | Principale                   |                              |                              |                              |                              |                              |                              |                              |                              |
| Alisa Reyes        | Principale                   | Principale                   | Principale                   |                              |                              |                              |                              |                              |                              |                              |                              |
| Angelique Bates    | Principale                   | Principale                   |                              |                              |                              |                              |                              |                              |                              |                              |                              |
| Amanda Bynes       |                              |                              | Principale                   | Principale                   | Principale                   | Principale                   |                              |                              |                              |                              |                              |
| Tricia Dickson     |                              |                              | Récurrente                   |                              |                              |                              |                              |                              |                              |                              |                              |
| Leon Frierson      |                              |                              |                              | Principal                    | Principal                    | Principal                    |                              |                              |                              |                              |                              |
| Christy Knowings   |                              |                              |                              | Principale                   | Principale                   | Principale                   |                              |                              |                              |                              |                              |
| Danny Tamberelli   |                              |                              |                              | Principal                    | Principal                    | Principal                    |                              |                              |                              |                              |                              |
| Victor Cohn-Lopez  |                              |                              |                              | Récurrent                    |                              |                              |                              |                              |                              |                              |                              |
| Zach McLemore      |                              |                              |                              | Récurrent                    |                              |                              |                              |                              |                              |                              |                              |
| Nick Cannon        |                              |                              |                              |                              | Récurrent                    | Principal                    |                              |                              |                              |                              |                              |
| Mark Saul          |                              |                              |                              |                              | Récurrent                    | Principal                    |                              |                              |                              |                              |                              |
| Gabriel Iglesias   |                              |                              |                              |                              |                              | Principal                    |                              |                              |                              |                              |                              |
| Chelsea Brummet    |                              |                              |                              |                              |                              |                              | Principale                   | Principale                   | Principale                   | Principale                   |                              |
| Jack DeSena        |                              |                              |                              |                              |                              |                              | Principal                    | Principal                    | Principal                    | Principal                    |                              |
| Lisa Foiles        |                              |                              |                              |                              |                              |                              | Principale                   | Principale                   | Principale                   | Principale                   |                              |
| Kyle Sullivan      |                              |                              |                              |                              |                              |                              | Principal                    | Principal                    | Principal                    | Principal                    |                              |
| Bryan Hearne       |                              |                              |                              |                              |                              |                              | Principal                    | Principal                    | Principal                    |                              |                              |
| Shane Lyons        |                              |                              |                              |                              |                              |                              | Principale                   | Principale                   | Principale                   |                              |                              |
| Giovonnie Samuels  |                              |                              |                              |                              |                              |                              | Principale                   | Principale                   | Principale                   |                              |                              |
| Jamie Lynn Spears  |                              |                              |                              |                              |                              |                              |                              | Principale                   | Principale                   |                              |                              |
| Christina Kirkman  |                              |                              |                              |                              |                              |                              |                              |                              | Principale                   | Principale                   |                              |
| Ryan Coleman       |                              |                              |                              |                              |                              |                              |                              |                              | Principal                    | Principal                    |                              |
| Kianna Underwood   |                              |                              |                              |                              |                              |                              |                              |                              |                              | Principale                   |                              |
| Denzel Whitaker    |                              |                              |                              |                              |                              |                              |                              |                              |                              | Principal                    |                              |
| Lil' JJ            |                              |                              |                              |                              |                              |                              |                              |                              |                              | Récurrent                    |                              |
| Ryan Alessi        |                              |                              |                              |                              |                              |                              |                              |                              |                              |                              | Principal                    |
| Reece Caddell      |                              |                              |                              |                              |                              |                              |                              |                              |                              |                              | Principale                   |
| Kate Godfrey       |                              |                              |                              |                              |                              |                              |                              |                              |                              |                              | Principale                   |
| Gabrielle Green    |                              |                              |                              |                              |                              |                              |                              |                              |                              |                              | Principal                    |
| Nathan Janak       |                              |                              |                              |                              |                              |                              |                              |                              |                              |                              | Principal                    |
| Lex Lumpkin        |                              |                              |                              |                              |                              |                              |                              |                              |                              |                              | Principal                    |
| Chinguun Sergelen  |                              |                              |                              |                              |                              |                              |                              |                              |                              |                              | Principal                    |

## Production

### Développement
Bien que Brian Robbins et Mike Tollin soient considérés comme des créateurs, la principale force créatrice derrière All That a été Dan Schneider qui est devenu le show runner de la série dans la troisième saison. L'émission a marqué le début de la carrière prolifique de Dan Schneider dans la création et la rédaction des séries télévisées à succès destinées au jeune public. Le journal The New York Times, dans des articles distincts, a qualifié Dan Schneider de «Leader normal de la télévision pour enfants» et de «maître du genre télévisuel».
En 1986, Brian Robbins et Dan Schneider se sont rencontrés alors qu'ils travaillaient sur la sitcom de la chaîne ABC : Sois prof et tais-toi !. Devenus amis proches, les deux artistes partagèrent un intérêt mutuel pour l'écriture, finissant par se réunir pour écrire et ensuite présenter un épisode aux producteurs de l'émission juste pour voir s'ils pouvaient le faire. À leur grande surprise, les producteurs ont aimé leur idée et l'ont achetée. Leur épisode: Will the Real Arvid Engen Please Stand Up sera plus tard diffusé lors de la deuxième saison de l'émission.
Après le succès du chef de classe, Brian Robbins et Dan Schneider ont été invités à coorganiser le deuxième Kids Choice Awards en 1988 aux côtés de Tony Danza et Debbie Gibson. Bien qu'ils ne connaissaient pas la nouvelle chaîne câblée Nickelodeon avant l'invitation à accueillir, les deux ont convenu. La cérémonie de remise des prix de cette année a été réalisée par Albie Hecht, avec qui Brian Robbins et Dan Schneider ont rapidement établi une amitié dans les coulisses. Leur amitié a continué après les récompenses et Albie Hecht a suggéré qu'ils développent quelque chose pour Nickelodeon. Brian Robbins et Dan Schneider ont plus tard refusé son offre car ils étaient encore sous contrat avec ABC, à l'époque.
En 1991, le chef de la classe a terminé sa course et Brian Robbins a créé une société de production avec un ami producteur, Mike Tollin, bien nommée Tollin / Robbins Productions. La compagnie a produit à l'origine plusieurs documentaires de petit sport de budget. Albie Hecht, maintenant responsable du développement chez Nickelodeon, les a contactés et leur a demandé de filmer un projet pour le réseau. Phil Moore (Nick Arcade) et Mike O'Malley (Get the Picture et Nickelodeon GUTS), coanimateurs d'une tournée humoristique, se sont produits dans le documentaire d'une demi-heure qu'ils ont réalisé. Comme leur emploi du temps ne leur permettait que deux jours de tournage, Mike Tollin et Brian Robbins devait faire paraître l'ensemble de l'émission comme s'ils avaient fait le tour du pays.
Impressionné par le produit final, Albie Hecht a rencontré Brian Robbins pour discuter du développement d'une nouvelle émission pour le réseau en 1993. Elle demande à Brian Robbins s'il y avait un type de série qu'il serait intéressé à faire, il a répondu avec l'idée de créer un kid-version de l'émission américaine Saturday Night Live. Apportant Dan Schneider (en tant que rédacteur en chef) et Mike Tollin pour aider à développer l'émission, les trois ont été influencés par des sketchs classiques tels que The Carol Burnett Show, You Can't Do That on Television et Laugh In, une idée approximative du format de l'émission.
Une fois éclairés, Brian Robbins, Dan Schneider et Mike Tollin décident de ne pas écrire un court-métrage et choisissent plutôt de compiler le casting en premier. Habituellement à la télévision (comme l'explique Dan Schneider), le pilote est écrit en premier et le casting est assemblé plus tard. Cependant, les trois croyaient qu'il était crucial de trouver d'abord les bons acteurs, puis de les adapter à leurs forces,. Avec la bénédiction de Albie Hecht, une recherche nationale de talents pour les enfants et les adolescents a été lancée qui durerait plusieurs mois. Finalement, Angelique Bates, Lori Beth Denberg, Katrina Johnson, Kel Mitchell, Alisa Reyes, Josh Server et Kenan Thompson ont été embauchés.

### Fiche technique
Sauf indication contraire, les informations mentionnées dans cette section peuvent être confirmées par la base de données cinématographiques IMDb,  présente dans la section « Liens externes ».
- Titre : All That
- Création : Mike Tollin, Brian Robbins
- Réalisation : Ken Ceizler, Rich Correll, Bruce Gowers, Steve Hoefer, Virgil L. Fabian, Linda Mendoza, Brian Robbins, Kevin Tracy, Keith Truesdell, Adam Weissman
- Scénario : Amy Berg, Neal Brennan, Anthony Del Broccolo, Luke Del Tredici, Liz Feldman, Scott Fellows, Jason Gelles et Mike Haukom, Aaron Hilliard, Matt Wood, John Hoberg, Steve Holland, Kevin Kay, Taran Killam, Kevin Kopelow et Heath Seifert, Andrew Hill Newman, Matt Oswalt, Ken Pisani, Andy Rheingold, Brian Robbins, Mark Saul, Dan Schneider, Danny Tamberelli, Mike Tollin, P.J. Hodza
- Musique : 
  - Compositeur(s) de musique thématique : TLC, Dallas Austin, RCA (saisons 7 à 10, version remixé du thème de la chanson)
  - Thème d'ouverture : All That par TLC
- Production :
  - Producteur(s) : Dan Schneider, Kevin Kopelow (saisons 1-3), Heath Seifert (saisons 1-3), Virgil L. Fabian (saisons 6-9), Andrew Hill Newman (saison 9), Steven Molaro (saisons 7-8),  Ken Pisani (saison 9)
  - Coproducteur(s) : Robin Weiner (saison 6), Andrew Hill Newman (saison 6), Savage Steve Holland (saison 8), John Hoberg (saison 8)
  - Producteur(s) exécutive(s) : Joe Davola (saisons 9-10), Brian Robbins, Mike Tollin, Kevin Kopelow (saisons 5-6), Heath Seifert (saisons 5-6), Dan Schneider (saisons 1-4 et 7-10), Rebecca Drysdale (saison 11), Kenan Thompson (saison 11), Kel Mitchell (saison 11), Kevin Kay (saison 11)
  - Supervision de la production : Dan Schneider (saison 3), Robin Weiner (saison 7 à 10)
  - Consultation de la production : Kevin Kopelow (saison 11), Heath Seifert (saison 11),
- Société(s) de production : Schneider's Bakery (saison 10), Tollin/Robbins Productions (saison 1 à 10), DJKay Entertainment (saison 11), Nickelodeon Productions
- Société(s) de distribution : CBS Television Distribution (saison 1 à 10), Trifecta Entertainment and Media et Paramount Television (saison 11)
- Pays d'origine :  États-Unis
- Langue originale : Anglais
- Format (image) : 4:3, 16:9
- Genre : Sketch, comédie
- Durée : 22 minutes
- Diffusion :  États-Unis
- Public : Tout public

## Épisodes
| Saison | Saison | Épisodes | États-Unis        | États-Unis       |
| Saison | Saison | Épisodes | Début de saison   | Fin de saison    |
| ------ | ------ | -------- | ----------------- | ---------------- |
|        | 1      | 15       | 16 avril 1994     | 1er avril 1995   |
|        | 2      | 22       | 7 octobre 1995    | 30 mars 1996     |
|        | 3      | 21       | 16 novembre 1996  | 25 octobre 1997  |
|        | 4      | 21       | 15 novembre 1997  | 4 avril 1998     |
|        | 5      | 20       | 12 décembre 1998  | 23 octobre 1999  |
|        | 6      | 13       | 15 janvier 2000   | 18 novembre 2000 |
|        | 7      | 13       | 19 janvier 2002   | 4 mai 2002       |
|        | 8      | 16       | 21 septembre 2002 | 26 juillet 2003  |
|        | 9      | 14       | 11 octobre 2003   | 26 juin 2004     |
|        | 10     | 12       | 23 avril 2005     | 22 octobre 2005  |
|        | 11     | 36       | 15 juin 2019      | 17 décembre 2020 |

## Accueil

### Récompenses et nominations
| Année | Récompenses         | Catégorie                    | Nomination                                              | Résultat   |
| ----- | ------------------- | ---------------------------- | ------------------------------------------------------- | ---------- |
| 1997  | Kids' Choice Awards | Meilleure émission télévisée |                                                         | Nomination |
| 1998  | Kids' Choice Awards | Meilleurs acteurs télévisés  | Kenan Thompson & Kel Mitchell – All That / Kenan et Kel | Nomination |
| 1999  | Kids' Choice Awards | Meilleure émission télévisée |                                                         | Lauréat    |
| 1999  | Kids' Choice Awards | Meilleur acteur télévisé     | Kel Mitchell – All That / Kenan & Kel                   | Lauréat    |
| 2000  | Kids' Choice Awards | Meilleure émission télévisée |                                                         | Lauréat    |
| 2000  | Kids' Choice Awards | Meilleur acteur télévisé     | Kenan Thompson                                          | Lauréat    |
| 2000  | Kids' Choice Awards | Meilleure actrice télévisée  | Amanda Bynes – All That / The Amanda Show               | Lauréat    |
| 2001  | Kids' Choice Awards | Meilleur acteur télévisé     | Nick Cannon                                             | Nomination |
| 2002  | Kids' Choice Awards | Meilleure émission télévisée |                                                         | Nomination |
| 2003  | Kids' Choice Awards | Meilleure émission télévisée |                                                         | Nomination |
| 2003  | Kids' Choice Awards | Meilleure actrice télévisée  | Amanda Bynes – The Amanda Show / All That               | Lauréat    |
| 2004  | Kids' Choice Awards | Meilleure émission télévisée |                                                         | Lauréat    |